# Tossal de les Voltes
El Tossal de les Voltes és una muntanya de 526 metres que es troba al municipi de Cervià de les Garrigues, a la comarca catalana de les Garrigues.